# (3772) Piaf
(3772) Piaf est un astéroïde de la ceinture principale.

## Description
(3772) Piaf est un astéroïde de la ceinture principale. Il fut découvert par Lioudmila Karatchkina le 21 octobre 1982 à Nauchnyj. Il présente une orbite caractérisée par un demi-grand axe de 3,022 UA, une excentricité de 0,061 et une inclinaison de 11,025° par rapport à l'écliptique.
Il fut nommé en hommage à la chanteuse française Édith Piaf (1915-1963).

## Compléments